# الأميرة ووحيد القرن
الأميرة ووحيد القرن، حكاية خيالية آسرة للأطفال، نسجت خيوطها الكاتبة الأمريكية ذات الجذور البريطانية كارول هيوز، المعروفة أيضًا بروايتها جاك بلاك وسفينة اللصوص.
صدرت هذه القصة الساحرة في الرابع والعشرين من فبراير عام 2009، في طبعة فاخرة ذات غلاف مقوى، عن دار النشر راندوم هاوس للقراء الشباب، حاملةً معها عالمًا من السحر والمغامرة ينتظر أن يكتشفه الصغار.

## ملخص القصة
غابة سوينلي المترامية الأطراف تحتضن بين ظلالها الجنية جويس ورفيقاتها، وهن يعتمدن على وحيد القرن الأسطوري للبقاء.
ذات صباح، يتبع الفضول خطوات جويس نحو أطراف الغابة، حيث تلمح الأميرة إليانور من إنجلترا المخلوق النادر. باندفاع طفولي ممزوج بالدهشة، تلاحقه الأميرة إلى أعماق الأشجار حتى تظفر به وتأخذه إلى قلعة سوينلي. تدرك جويس أن استعادته واجب لا يقبل التأجيل، فتبدأ رحلة شاقة لإعادته، غير أن الطريق يزداد تعقيدًا حين تصطحبه الأميرة معها إلى لندن.
حياة الأميرة إليانور خلف جدران القصر بعيدة عن الأحلام المذهبة التي تراود الصغيرات؛ فالوالدان غائبان وسط انشغالاتهما، والمربية التي كانت ملاذ الحنان تحيك في الخفاء خطة ماكرة لجمع الثروة، غير مبالية بثمن الخيانة.